# Atletika na Letních olympijských hrách 1948 – 100 metrů muži
 Běh na 100 metrů mužů na Letních olympijských hrách 1948 se uskutečnil ve dnech 30. a 31. července v Londýně. 

## Výsledky finálového běhu
| *                | jméno                 | země                   | čas  |
| ---------------- | --------------------- | ---------------------- | ---- |
| Zlatá medaile    | Harrison Dillard      | Spojené státy americké | 10,3 |
| Stříbrná medaile | Barney Ewell          | Spojené státy americké | 10,4 |
| Bronzová medaile | Lloyd LaBeach         | Panama                 | 10,6 |
| 4                | Alastair McCorquodale | Velká Británie         |      |
| 5                | Melvin Patton         | Spojené státy americké |      |
| 6                | McDonald Bailey       | Velká Británie         |      |